# 海垦街道
海垦街道是中国海南省海口市龙华区下辖的一个街道，东至金垦路，南连南海大道，西接丘海大道，北临海秀路。办事处驻滨濂南社区滨濂村五队海垦路115号。

## 历史沿革
1987年7月前属海口市海秀乡管理
1989年7月成立海垦街道办事处，属海口市秀英区政府派出机构。
1991年6月划归海口市新华区政府管辖。
2002年，海口市区划调整，划归龙华区管辖。

## 行政区划
海垦街道下辖10个社区
- 海垦一社区
- 海垦二社区
- 海秀社区
- 金山社区
- 顺发社区
- 疏港社区
- 金牛岭社区
- 秀英村社区
- 滨涯社区
- 滨濂社区